# カナンデーグア条約
カナンデーグア条約（英：Treaty of Canandaigua）とは、アメリカ独立戦争後、ジョージ・ワシントン大統領とイロコイ同盟（イロコイ連邦）の間で締結された条約である。
この条約は、1794年11月11日、ニューヨーク州のカナンデーグア市において、イロコイ同盟（カユガ族、モホーク族、オナイダ族、オノンダガ族、セネカ族、タスカローラ族）の代表である50人の酋長と戦争指揮官と、ワシントン大統領の正式代理人ティモシー・ピカリングによって締結された。

## 条約の内容
この条約は、アメリカ合衆国とイロコイ同盟との間に平和と友情を築くこと、ニューヨーク州においてイロコイ諸族の居住地を認めること、そして、1788年のフェルプスとゴーハムの購入による境界線を認めることをその内容としている。
これは現行のアメリカ合衆国憲法の治下における、史上二番目の外交的協定であった。（史上初は1790年に、クリーク族と結ばれたニューヨーク条約）
「ピカリング条約 the Pickering Treaty」
とも「更紗条約 the Calico Treaty」
 とも呼ばれる同条約は、現在も有効である。ただし、アレゲーニー保留地の 10,000 エーカーに及ぶ土地はダム建設のために法に基づき土地収用され、これによって600人のセネカ族が転居を余儀なくされた。
ニューヨーク州のイロコイ連邦は、現在においても、この条約に基づく報酬として更紗の布を受け取っており、またウィスコンシン州のオナイダ族は同様に、1,800ドルの年金小切手を受けとっている。